# Мюллер, Леопольд Карл

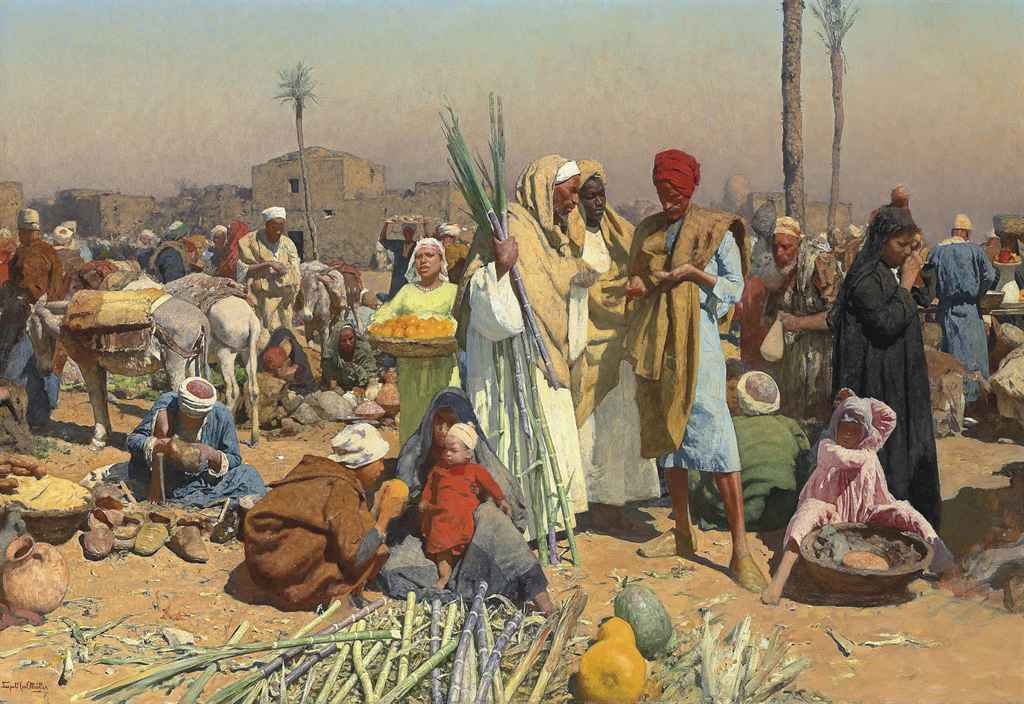
Базар в Нижнем Египте

Леопольд Карл Мюллер (нем. Leopold Carl Müller; 9 декабря 1834, Дрезден — 4 августа 1892, Вена) — австрийский живописец-ориенталист, иллюстратор, педагог.

## Биография
Родился в Дрездене во время поездки его родителей в Германию. Его отцом был австрийский художник Леопольд Мюллер, владевший литографической студией в Вене. Несмотря на обнаружившийся в раннем возрасте талант к рисованию, после окончания гимназии был отправлен на учёбу в политехнический институт. Его рисунки привлекли внимание директора художественной галереи, расположенной недалеко от института и тот, пригласил юношу на встречу с историческим живописцем Карлом фон Блаасом.
Леопольд, признался, что мечтает стать живописцем и обучаться в Академии художеств. К. Блаас включил его в число своих учеников, работавших в это время над созданием фресок.
С этого момента началась карьера будущего художника Леопольда Карла Мюллера.
Обучался в венской академии под руководством Х. Рубена и Карла фон Блааса. Благодаря выделенной правительством стипендии, Мюллер стал участником Всемирной выставки 1867 в Париже, где был глубоко впечатлён алжирскими картинами Эжена Фромантена.
Обязанный поддерживать материально свою семью после смерти отца, в течение 8 лет работал в качестве иллюстратора венской газеты «Фигаро».
В 1873—1874 посетил Египет. Впоследствии, деля своё время между студиями в Каире и Вене, он глубоко погрузился в изучение арабской культуры, и сделал больше, чем все его коллеги для ознакомления с ней европейцев.
В течение жизни посетил несколько раз Италию и Египет, и сделал себе имя, благодаря известной серии картин со сценами из народной жизни в Италии, Венгрии, Ближнего Востока и Африки.
Позже сам стал преподавать в Академии изобразительных искусств в Вене, воспитал несколько талантливых учеников. Среди которых М. Курцвайля, Рудольф Бахер.
Умер в Вейдлингау (ныне — часть Вены).

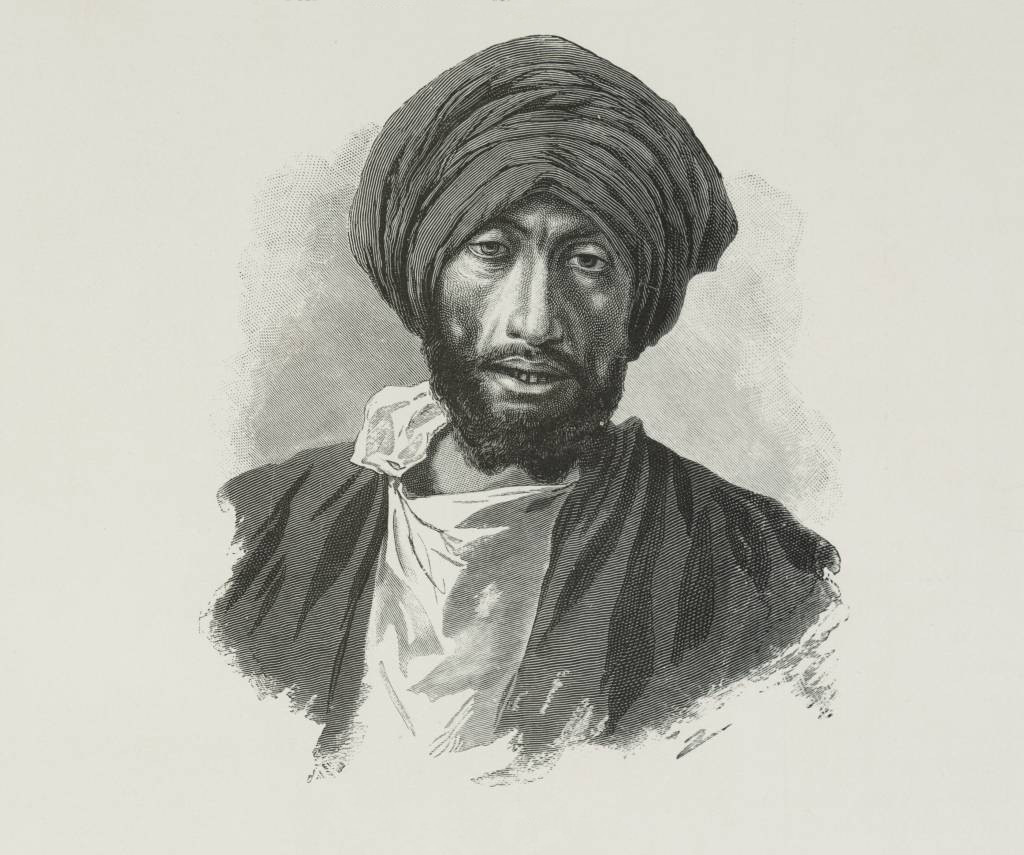
Копт в тюрбане
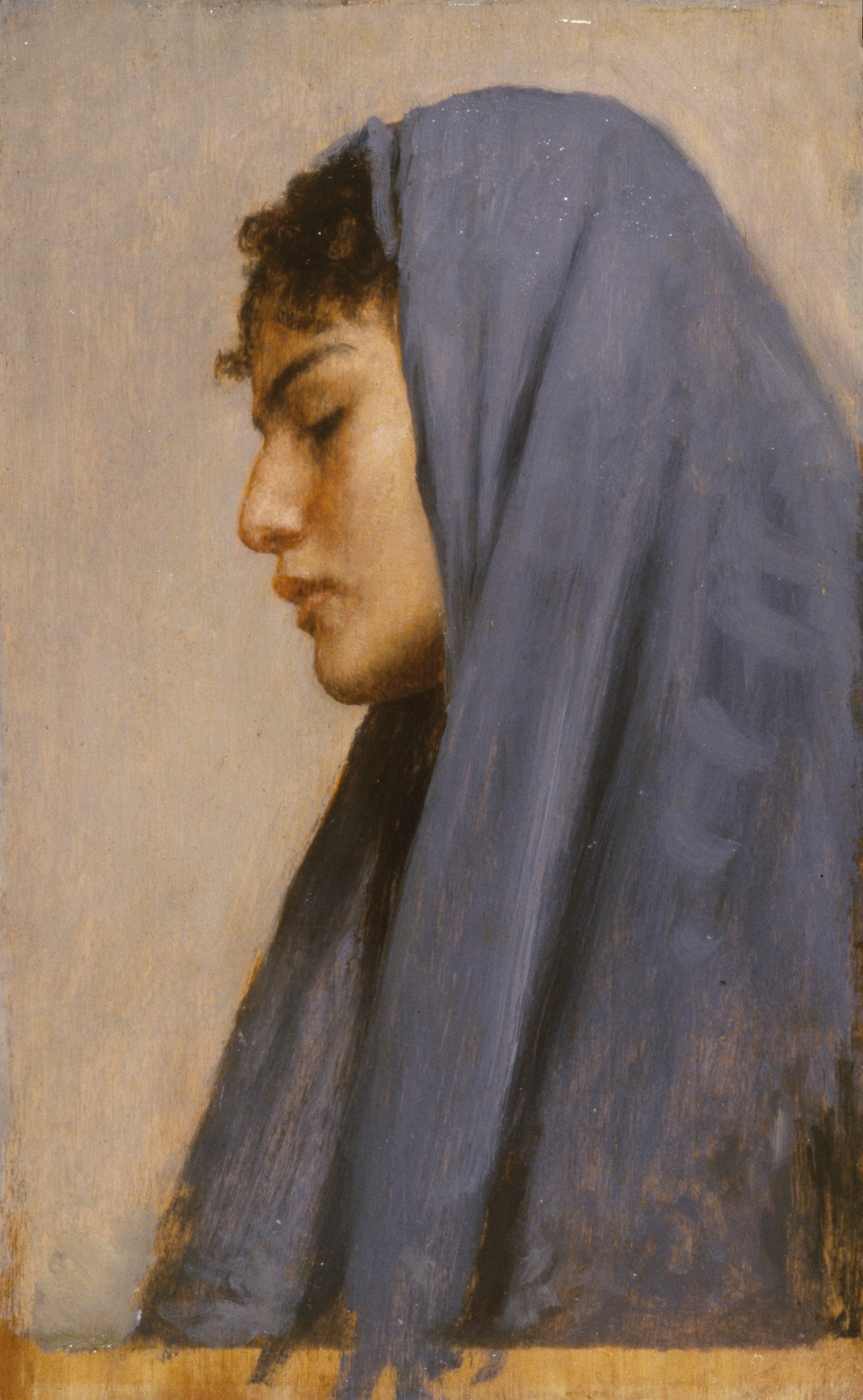
Портрет молодой женщины
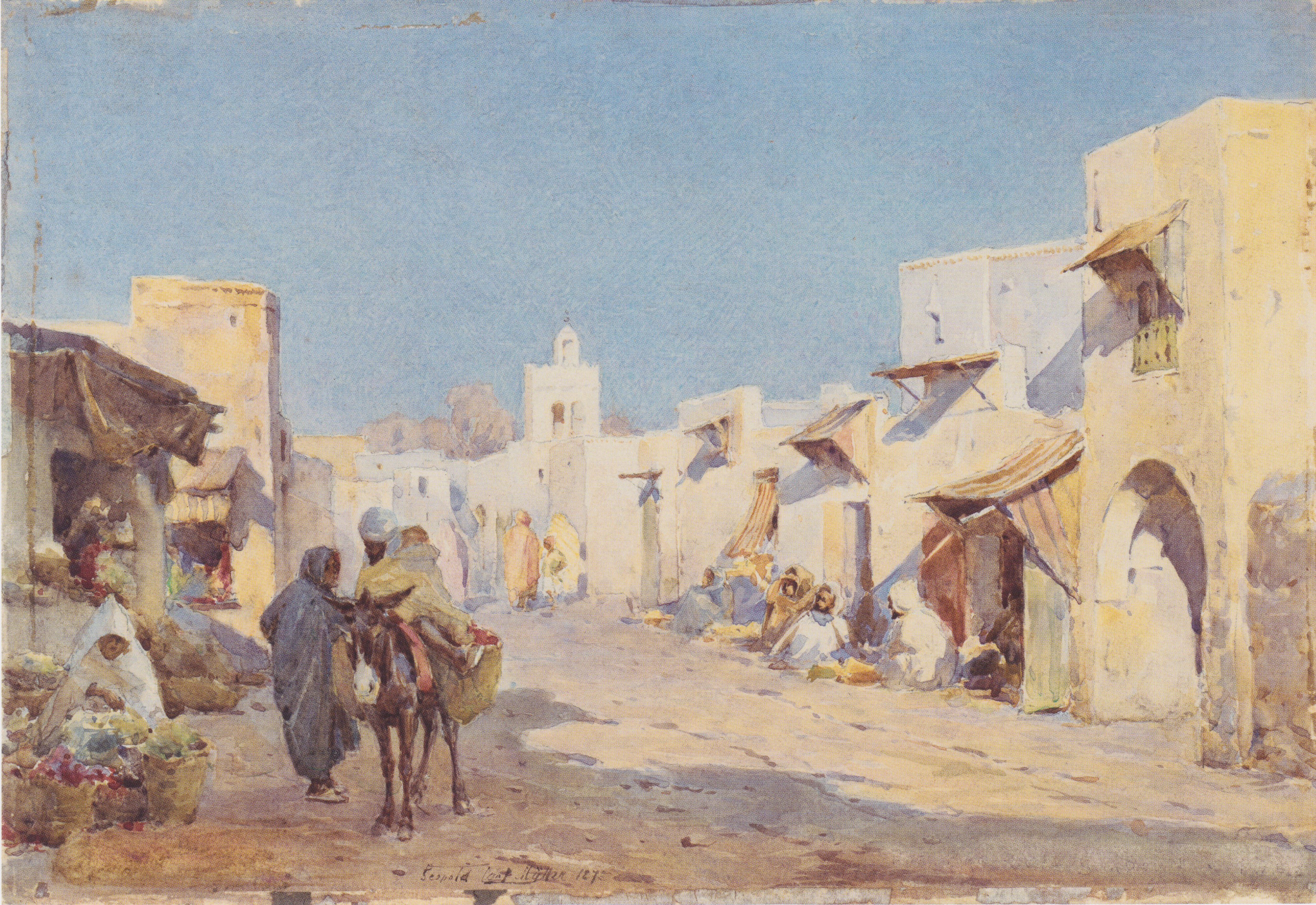
Поселок бедуинов